# Immy Schell

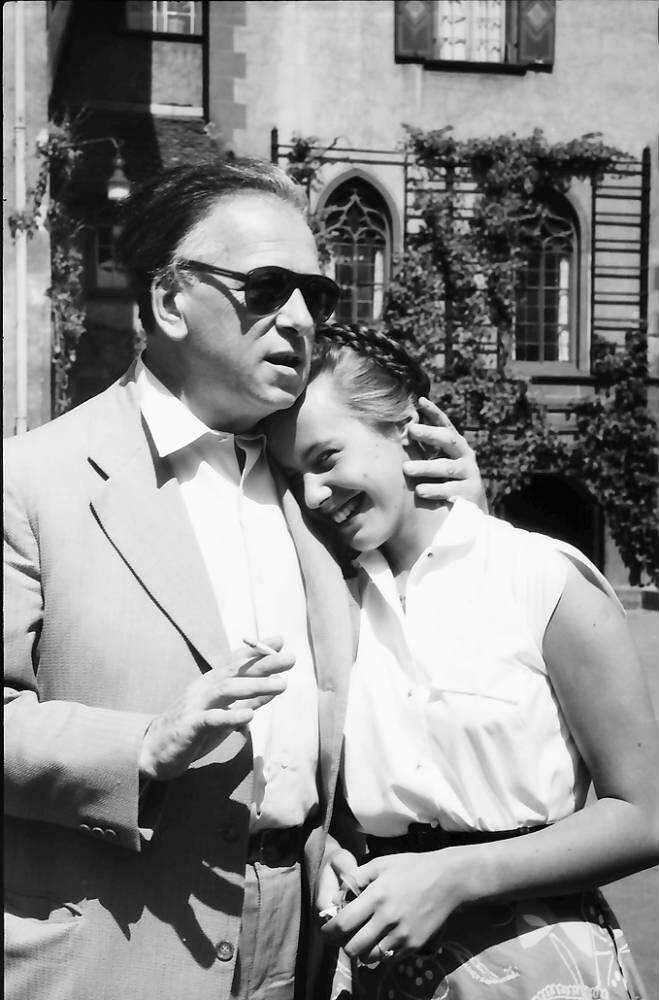
Leopold Biberti und Immy Schell, Foto: Willy Pragher, Basel 1954

Immaculata „Immy“ Schell (* 11. Februar 1935 in Wien; † 14. August 1992 ebenda) war eine österreichische Schauspielerin.

## Leben
Die jüngste Tochter der österreichischen Schauspielerin Margarethe Noé von Nordberg und des Schweizer Schriftstellers Hermann Ferdinand Schell schlug wie ihre älteren Geschwister Maria, Carl und Maximilian eine künstlerische Laufbahn ein.
Nach ihrer Schauspielausbildung war sie vorwiegend an deutschsprachigen Bühnen tätig. Nachdem ihr 1957 in dem Film Nachtschwester Ingeborg ihre erste Spielfilmhauptrolle angeboten worden war, legte sie sich den Künstlernamen Edith Nordberg zu, um aus dem Schatten ihrer berühmten Familienmitglieder treten zu können. Auf Anraten des Regisseurs Rudolf Noelte trat sie nach einigen Jahren wieder unter ihrem eigenen Namen auf. Obwohl ihr künstlerischer Schwerpunkt weiterhin die Bühnenarbeit blieb, wirkte sie immer wieder in Filmen mit, in Feuersturm und Asche als Ehefrau von Rudolf Höß, in Fernsehspielen (Die Erbin) und Fernsehserien (Kottan ermittelt). Im Jahr 1975 trat sie in der Talk Show von Hansjürgen Rosenbauer Je später der Abend mit ihrer Schwester Maria und ihrem Bruder Maximilian gemeinsam auf. 1991 kam es zu einem weiteren gemeinsamen Auftritt mit ihrer Schwester Maria in der ARD-Vorabendserie Die glückliche Familie in der Episode Die schreckliche Wahrheit.
Immy Schell war mit dem Schauspieler Walter Kohut verheiratet. Sie starb 1992 im Alter von 57 Jahren an einer Lungenentzündung und ruht in Wien auf dem Friedhof Mauer (Gruppe 29, Reihe 2, Nummer 7) neben ihrem Gatten.

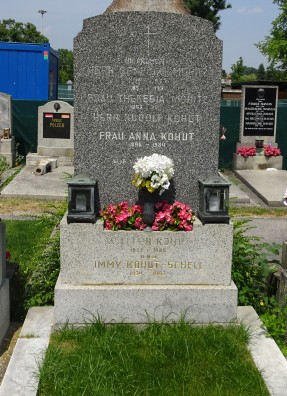
Grabstätte von Immy Schell

## Filmografie (Auswahl)
- 1958: Nachtschwester Ingeborg
- 1958: Schwester Bonaventura
- 1958: Mädchen in Uniform
- 1959: HD-Soldat Läppli
- 1962: Barras heute
- 1967: Liebesgeschichten
- 1969: Der Kidnapper (Fernsehfilm)
- 1978: Die unsterblichen Methoden des Franz Josef Wanninger
- 1979: Kassbach
- 1982: Die Erbin
- 1986: Der zweite Sieg (The Second Victory)
- 1986: Das Totenreich
- 1988: Feuersturm und Asche (War and Remembrance)
- 1990: Bingo
- 1990: Falsche Spuren
- 1990: Lex Minister
- 1991: Die glückliche Familie